# Etruria (klacz)
Etruria (ur. 23 stycznia 1975, zm. 11 czerwca 2006) – polska klacz czystej krwi arabskiej wyhodowana w Stadninie Koni Janów Podlaski. Córka klaczy Etna (po Faher) i ogiera Palas. Jeden z najbardziej utytułowanych polskich koni arabskich – zdobyła m.in. tytuł Czempionki Świata, Wiceczempionki Europy oraz Czempionki Polski Klaczy Starszych.

## Życiorys
Urodziła się 23 stycznia 1975 roku w Stadninie Koni Janów Podlaski. Jej matką była klacz Etna ze stadniny Albigowa, pochodząca z rodziny klaczy Wołoszka. Ojcem Etrurii był ogier Palas, sprowadzony do Polski z Tierska. W jego rodowodzie płynie krew zarówno egipska jak i polska, gdyż jego prapradziadkiem był janowski ogier Piołun. 
W roku 1978, jak wszystkie w tym czasie młode araby z Janowa, odbyła próbę dzielności na warszawskim Torze Służewiec. Była trenowana przez trenera Józefa Palińskiego. Startowała jedynie 2 razy w wieku 3 lat, raz dobywając 3. miejsce. 
W tym roku także zdecydowano rozpocząć jej karierę pokazową. Została wysłana na międzynarodowy pokaz hodowlany w Paryżu, zdobywając na nim tytuł Czempionki Klaczy Młodszych Salonu Konia w Paryżu. Następnie w roku 1981 ponownie wzięła udział w paryskim pokazie i zajęła 3. miejsce w Czempionacie Świata, przegrywając z polską Pilarką i angielską Alihą. W czasie swojej trzeciej podróży do Francji w roku 1982 została Czempionką Świata Klaczy Starszych. W roku 1988 zdobyła również tytuł Czempionki Polski Klaczy Starszych. Jej ostatnim w karierze pokazem był Czempionat Europy rozgrywany w szwajcarskim Frauenfeld, została na nim Wiceczempionką Europy.
Po udanej karierze pokazowej Etruria rozpoczęła pracę jako klacz hodowlana w swojej rodzimej stadninie w Janowie Podlaskim. Zostawiła po sobie 11 potomstwa. Była ulubioną klaczą dyrektora stadniny Andrzeja Krzyształowicza i to właśnie ona dostąpiła zaszczytu odprowadzenia swojego hodowcy w ostatnią drogę. W roku 2005 została Laureatką pierwszej edycji WAHO Trophy w Polsce.
Etruria padła 11 czerwca 2006 roku, w wieku 31 lat, będąc najstarszym koniem arabskim w Polsce.

## Tytuły
- Czempionka Klaczy Młodszych Salonu Konia w Paryżu (1978)
- 3. miejsce na Czempionacie Świata, (Paryż,1981)
- Czempionka Świata Klaczy Starszych, (Paryż, 1982)
- Czempionka Polski Klaczy Starszych, (Janów Podlaski, 1988)
- Wiceczempionka Europy Klaczy Starszych (Frauenfeld, 1988)[4]
- Laueratka WAHO Trophy w Polsce (2005)[2]

## Pochodzenie
| Etruria | Palas | Aswan ex Raafat | Nazeer   | Mansour              |
| Etruria | Palas | Aswan ex Raafat | Nazeer   | Bint Samiha          |
| Etruria | Palas | Aswan ex Raafat | Yosreia  | Sheikh el Arab       |
| Etruria | Palas | Aswan ex Raafat | Yosreia  | Hind                 |
| Etruria | Palas | Panel           | Nil      | Sid Abouhom / Nabeeh |
| Etruria | Palas | Panel           | Nil      | Malaka               |
| Etruria | Palas | Panel           | Platina  | Priboj               |
| Etruria | Palas | Panel           | Platina  | Taktika              |
| Etruria | Etna  | Faher           | Trypolis | Enwer Bey            |
| Etruria | Etna  | Faher           | Trypolis | Kahira               |
| Etruria | Etna  | Faher           | Ferha    | Kuhailan Abu Urkub   |
| Etruria | Etna  | Faher           | Ferha    | Udżda                |
| Etruria | Etna  | Elżunia         | Witraż   | Ofir                 |
| Etruria | Etna  | Elżunia         | Witraż   | Makata               |
| Etruria | Etna  | Elżunia         | Elza     | Rasim Pierwszy       |
| Etruria | Etna  | Elżunia         | Elza     | El-Zabibe            |

## Potomstwo
Etruria pozostawiła po sobie 11 źrebiąt – 6 klaczy i 5 ogierów. Są to:
- Enaria (ur. 1980 po Aloes)[6]
- Etogram (ur. 1981 po El Paso), trzykrotny (1991,1992,1993) Wiceczempion Polski Ogierów Starszych, Czempion Polski Ogierów Starszych i Najlepszy Koń Pokazu w 1994 roku[7]
- Espaniol (ur. 1982 po El Paso)
- Etruska (ur. 1983 po Aloes)
- Etana (ur. 1984 po Aloes)
- Ettoria (ur. 1985 po Aloes)
- Etman (ur. 1986 po Gil)[6]
- Esparceta (ur. 1987 po Fawor), matka ogiera Eksport (po Europejczyk) Wiceczempiona Brazylii
- Ecaho (ur. 1990 po Pepton), Czempion Polski Ogierów Starszych (1995)[7]
- Epifaza (ur. 1995 po Pepton)
- Eten (ur. 1996 po Pepton)[6]